# Молдавская федерация футбола
Молдавская федерация футбола (рум. Federaţia Moldovenească de Fotbal, FMF) — организация, осуществляющая контроль и управление футболом в Молдове. Основана в 1990 году. Член УЕФА с 1993 и ФИФА с 1994.
Офис находится в Кишинёве. Под эгидой федерации проводятся Чемпионат Молдовы по футболу, Кубок Молдовы по футболу и Суперкубок Молдовы по футболу. Ассоциация организует деятельность и управление национальными сборными по футболу, в число которых входит и главная сборная страны.
В октябре 2016 года была обновлена эмблема федерации, разработанная при поддержке УЕФА. На ней осталась форма щита с ключевым элементом — мячом, который дополнен нарисованным орлом, символизирующим отвагу, победу и силу, и являющимся отсылкой к гербу Молдовы.